# Den andra dödssynden
Den andra dödssynden är en roman av Jan Guillou från 2019. Det är den nionde delen i romansviten Det stora århundradet som handlar om 1900-talet, och denna roman utspelar sig under 1980-talet.